# Thérence Koudou
Thérence Ange Koudou (Livry-Gargan, 13 december 2004) is een Frans voetballer die sinds 2025 uitkomt voor KV Mechelen.

## Clubcarrière
Koudou ruilde in 2017 de jeugdopleiding van US Torcy voor die van Stade de Reims. In het seizoen 2021/22 stroomde hij door naar het beloftenelftal van Reims, dat toen uitkwam in de Championnat National 2. In februari 2023 ondertekende hij zijn eerste profcontract, dat hem tot medio 2026 aan de club verbond.
Op 12 augustus 2023 maakte Koudou zijn officiële debuut voor het eerste elftal van de club: op de openingsspeeldag van de Ligue 1 liet trainer Will Still hem tegen Olympique Marseille (2-1-nederlaag) in de 80e minuut invallen. Negentien dagen later kondigde de club aan dat Koudou op uitleenbasis naar tweedeklasser Pau FC teneinde zijn progressie te versnellen. Koudou wierp zich er al snel op tot een onbetwistbare titularis en sterkhouder in de basisploeg van trainer Nicolas Usaï. In januari 2024 haalde Stade de Reims hem terug in huis, teneinde het vertrek van Azor Matusiwa naar Stade Rennais  helpen opvangen.
Still liet Koudou in de tweede helft van het seizoen 2023/24 nog achtmaal opdraven in de Ligue 1 – vijfmaal als invaller en driemaal als basisspeler. In augustus 2024 maakte Koudou opnieuw de omgekeerde beweging, ditmaal definitief. Koudou verkoos een terugkeer naar Pau boven een transfer naar FC Basel of Troyes AC. Koudou groeide snel weer uit tot een gewaardeerde basiskracht bij de club uit de Pyrénées-Atlantiques.
In juli 2025 ondertekende Koudou een vierjarig contract bij de Belgische eersteklasser KV Mechelen.

## Interlandcarrière
Koudou debuteerde in 2020 als Frans jeugdinternational. In 2025 nam hij met Frankrijk –20 deel aan het WK onder 20 in Argentinië. Bondscoach Landry Chauvin liet hem er invallen tijdens het tweede groepsduel tegen Gambia (1-2-nederlaag) en de derde groepswedstrijd tegen Honduras (1-3-zege).
1 De Wolf ·
2 Halhal ·
3 Marsà ·
4 Diouf ·
5 Teague ·
8 Konaté ·
14 Raman ·
15 Van Ingelgom ·
16 Schoofs ·
17 Belghali ·
19 Mrabti ·
20 Lauberbach ·
22 Mirás ·
23 Zekri ·
26 Makanza ·
27 Vanrafelghem ·
30 Baert ·
31 Willockx ·
33 Hammar ·
34 St. Jago ·
35 Bafdili ·
36 Yeboah ·
38 Antonio ·
40 Ouahabi ·
77 Pflücke ·
Coach: Vanderbiest
Assistent-coach: Van Handenhoven